# ورزشگاه آوانهارد (لوگانسک)
ورزشگاه آوانهارد (به لاتین: Avanhard Stadium) یک ورزشگاه فوتبال در اوکراین است که در لوهانسک واقع شده‌است.